# Монер, Изабела
Изабела Мерсед (англ. Isabela Merced; род. 10 июля 2001, Кливленд, Огайо, США), также известна как Изабела Монер (англ. Isabela Moner) — американская актриса и певица. Наиболее известна своей ролью Си-Джей в телесериале «100 шагов: Успеть до старших классов».

## Биография
Изабела Мерсед родилась в Кливленде, штат Огайо. Дочь Катерин, родившейся в Лиме, Перу и Патрика Монер, родившегося в Луизиане. Заявляла, что испанский был её первым языком, и она испытывала трудности с английским, когда только начала учиться в начальной школе, добавив, что больше считает себя перуанкой, нежели американкой. В возрасте 15 лет поступила в колледж.
Мерсед утверждает, что хотела стать актрисой с самого раннего возраста, вдохновившись фильмами с участием Ширли Темпл и Джуди Гарленд, и начала играть в местном публичном театре в возрасте 6 лет. В 10 лет дебютировала на Бродвее в мюзикле «Эвита», где пела на испанском языке вместе с Рики Мартином. В сентябре 2015 года на лейбле Broadway Records она выпустила альбом Stopping Time.
Первой ролью Мерсед на телевидении стала главная роль Си Джей Мартин в телесериале Nickelodeon «100 шагов: Успеть до старших классов», транслировавшемся с 2014 по 2016 годы. Также с 2014 по 2017 годы озвучивала роль Кейт в образовательном мультсериале «Дора и друзья в городе», спин-оффе мультсериала «Даша-путешественница». В 2015 году появилась в роли Лори Коллинз в фильме Nickelodeon «Расщепление Адама». Получила роль Сэди в другом фильме Nickelodeon 2016 года «Легенды затерянного храма». В мае 2016 года снялась в фильме «Трансформеры: Последний рыцарь», вышедшего в прокат в июне 2017 года. Озвучила роль Хезер в мультфильме «Реальная белка 2», вышедшего 11 августа того же 2017 года.
В 2018 году исполнила главную роль дочери главы наркокартеля в фильме «Убийца 2: Против всех». В том же году исполнила роль Лиззи, приёмной дочери героев Марка Уолберга и Роуз Бирн в комедийном фильме «Семья по-быстрому». В 2019 году сыграла главную роль в фильме «Дора и затерянный город», живой экранизацией мультсериала «Даша-путешественница». В январе того же года прошла кастинг в актёрский состав и снялась в рождественской комедии Let It Snow. Также она играет вместе с Джейсоном Момоа в фильме Netflix «Милая девушка».
Её первый сингл «Papi» был выпущен 25 октября 2019 года, а затем последовало музыкальное видео, вышедшее 6 ноября 2019 года. 22 мая 2020 года вышел дебютный мини-альбом the better half of me. В июле 2020 года журнал Billboard назвал её одной из 15 лучших перуанских исполнителей для прослушивания.

## Фильмография
| Год  | Название                              | Роль                            | Примечания                |
| ---- | ------------------------------------- | ------------------------------- | ------------------------- |
| 2013 | Дом, который построил Джек            | маленькая Надиа                 |                           |
| 2016 | Средняя школа: худшие годы моей жизни | Джинн Галлета                   |                           |
| 2017 | Трансформеры: Последний рыцарь        | Изабелла                        |                           |
| 2017 | Реальная белка 2                      | Хезер                           | Озвучка                   |
| 2017 | Kingdom Hearts χ Back Cover           | Ава                             | Видеоигра; озвучка        |
| 2018 | Убийца 2: Против всех                 | Изабела Рейес                   |                           |
| 2018 | Семья по-быстрому                     | Лиззи                           |                           |
| 2019 | Дора и затерянный город               | Дора                            |                           |
| 2019 | Let It Snow                           | Джули                           | под именем Изабела Мерсед |
| 2021 | Спирит Непокорный                     | Лаки Прескотт                   | Озвучка                   |
| 2021 | Малышка                               | Рэйчел                          |                           |
| 2022 | Отец невесты                          | сестра невесты                  |                           |
| 2024 | Мадам Паутина                         | Аня Коразон / Аранья            |                           |
| 2024 | Черепахи – и нет им конца             | Аза Холмс                       |                           |
| 2024 | Чужой: Ромул                          | Кей                             |                           |
| 2025 | Супермен                              | Кендра Сондерс / Девушка-ястреб |                           |

| Год       | Название                                 | Роль                            | Примечания                      |
| --------- | ---------------------------------------- | ------------------------------- | ------------------------------- |
| 2014      | Путеводитель по семейной жизни           | Дженни                          | Повторяющаяся роль, 7 эпизодов  |
| 2014—2017 | Дора и друзья в городе                   | Кейт                            | Главная роль, озвучка           |
| 2014—2016 | 100 шагов: Успеть до старших классов     | Си Джей Мартин                  | Главная роль                    |
| 2015      | Расщепление Адама                        | Лори Коллинз                    | Телефильм                       |
| 2016      | Легенды затерянного храма                | Сэди                            | Телефильм                       |
| 2019      | Удивительная гонка Канады                | В роли самой себя               | Эпизод: «Clamageddon Continues» |
| 2020      | #KidsTogether: The Nickelodeon Town Hall | В роли самой себя               | Специальный телевыпуск          |
| 2025      | Одни из нас                              | Дина                            | 2-й сезон                       |
| 2025      | Миротворец                               | Кендра Сондерс / Девушка-ястреб | 2-й сезон                       |

## Награды и номинации
| Год  | Награда                  | Номинация                                              | Номинированная работа                 | Результат | Источники |
| ---- | ------------------------ | ------------------------------------------------------ | ------------------------------------- | --------- | --------- |
| 2015 | Imagen Awards            | Лучшая молодая актриса — Телевидение                   | 100 шагов: Успеть до старших классов  | Номинация | [ 35 ]    |
| 2016 | Imagen Awards            | Лучшая молодая актриса — Телевидение                   | 100 шагов: Успеть до старших классов  | Победа    | [ 36 ]    |
| 2017 | Teen Choice Award        | Choice Summer Movie Actress                            | Трансформеры: Последний рыцарь        | Номинация | [ 37 ]    |
| 2017 | CinemaCon Award          | Восходящая звезда года                                 | Она сама                              | Победа    | [ 38 ]    |
| 2017 | Young Entertainers Award | Лучший молодой актёрский состав — Художественный фильм | Средняя школа: худшие годы моей жизни | Номинация | [ 39 ]    |
| 2019 | Young Entertainers Award | Лучшая ведущая молодая актриса                         | Семья по-быстрому                     | Победа    | [ 40 ]    |
| 2019 | Imagen Awards            | Лучшая актриса — Художественный фильм                  | Семья по-быстрому                     | Победа    | [ 41 ]    |